# Centrolene notosticta
Centrolene notosticta es una especie de anfibio anuro de la familia de las ranas de cristal (Centrolenidae). Esta rana se distribuye por la cordillera Oriental en Colombia y por la sierra de Perijá en Venezuela, entre los 1600 y los 2440 metros de altitud. Habita junto a arroyos en zonas de bosque nublado maduro. Pone sus huevos en hojas junto a los arroyos, y los renacuajos se desarrollan en estos.